# Gymnosoma
Gymnosoma – rodzaj muchówek z rodziny rączycowatych (Tachinidae).

## Wybrane gatunki
- G. acrosterni Kugler, 1971[2]
- G. amplifrons (Brooks, 1946)[1]
- G. brachypeltae Dupuis, 1961[2]
- G. canadense (Brooks, 1946)[1]
- G. carpocoridis Dupuis, 1961[2]
- G. clavatum (Rohdendorf, 1947)[2]
- G. costatum (Panzer, 1800)[2]
- G. desertorum (Rohdendorf, 1947)[2]
- G. dolycoridis Dupuis, 1961[2]
- G. filiola Loew, 1872[1]
- G. fuliginosum Robineau-Desvoidy, 1830[1]
- G. hamiense Dupuis, 1966[3]
- G. indicum Walker, 1853[3]
- G. inornatum Zimin, 1966[2]
- G. nitens Meigen, 1824[2]
- G. nudifrons Herting, 1966[2]
- G. occidentale Curran, 1927[1]
- G. par Walker, 1849[1]
- G. philippinense (Townsend, 1928)
- G. rotundatum (Linnaeus, 1758)[2]
- G. rungsi (Mesnil, 1952)[2]
- G. siculum Dupuis & Genduso, 1981[2]